# Màlaga
Màlaga o Màlega (antigament Malidja; Málaga en castellà i oficialment) és una ciutat d'Andalusia situada a la riba nord del mar d'Alborán, al sud de la península Ibèrica i a poc més de 100 km a l'est de l'Estret de Gibraltar. És capital de la província homònima.
El seu territori municipal ocupa una extensió de 395 km² que s'estenen sobre els Monts de Màlaga i la Vall del Guadalhorce. La ciutat està situada en el centre d'una badia envoltada de sistemes muntanyencs. Dos rius, el Guadalmedina (‘riu de la ciutat’ en àrab) i el Guadalhorce, la travessen desembocant en el Mediterrani.
Amb 569.130 habitants segons el cens de 2015, Màlaga és la sisena major ciutat d'Espanya per població i la segona d'Andalusia. A més, és la zona urbana més densament poblada de la conurbació formada pel conjunt de localitats que se situen al llarg de 160 km de la Costa del Sol i el centre d'una àrea metropolitana que sobrepassa els seus límits municipals abastant altres 12 municipis que sumen més de 850.000 habitants.
Fundada pels fenicis en el segle vii aC, Màlaga va ser una ciutat confederada de l'Imperi Romà i una pròspera medina andalusina, que va decaure després de la seva incorporació a la Corona de Castella en 1487. Durant el segle xix la ciutat va experimentar una destacable activitat industrial i revolucionària que la va situar com primera ciutat industrial d'Espanya i li va valer el títol la primera en el perill de la llibertat. Escenari d'un dels episodis més sagnants de la Guerra Civil espanyola i protagonista de l'explosió del boom turístic dels anys 60 i 70, Màlaga constituïx en l'actualitat un notable centre econòmic i cultural a escala autonòmica i un important nus de comunicacions gràcies al seu port i aeroport (tercer de la península, després de Barajas i El Prat)
Màlaga fou candidata a Capital Europea de la Cultura en 2016.

## Toponímia
Encara que amb freqüència s'indica com ètim la paraula fenícia per a la sal (*cf. hebreu: מלח, *mélaḥ‎, àrab: ملح, milḥ), el diferent consonantisme fa poc probable aquesta teoria. Problemes del mateix ordre resten credibilitat a la temptadora explicació a partir del verb * l-q-ḥ, ‘agafar, agafar, torçar’ amb el preformant locatiu * m- i amb un sentit ‘lloc en el qual es retorça (el metall)’ (*malqaḥ o similar), indicant la presència d'alguna fosa. Extralingüísticament, aquesta teoria troba suport en la freqüent aparició de tenalles gravades en les monedes encunyades a Màlaga.
Lingüísticament una teoria que pot sostenir-se sense grans problemes és la que apunta a una forma de l'arrel semítica * m-l-k ‘regnar, rei, tenir domini’, per ventura indicatiu de la presència en sòl malagueny d'un temple dedicat a alguna deessa, probablement Astarte (a la qual s'anomena «reina del cel» en la mitologia semítica). Si tenim en compte que els fundadors de Malaka procedeixen de la poderosa ciutat fenícia de Tir i que en aquesta ciutat el déu suprem era Melqart *mlk-q (rei + ciutat) i que en la majoria de les monedes oposades de la seca de Malaka apareixen en l'inrevés un temple i en l'anvers la imatge d'un déu, tampoc no és forassenyat deduir que aquest temple i el nom de la ciutat anaven dedicats a aquest déu suprem.
En català antic trobem Màlega (Tirant lo Blanch) que és la forma que empren a l'hora d'ara els mariners valencians de la Vila Joiosa. D'altres variants encara més antigues són Màleca (Desclot, Lleuda de Tortosa, EpistValMed, 1406) i Màlica (Diccionari Aguiló, 1372).

## Clima
El clima de Màlaga és subtropical-mediterrani. La temperatura mitjana anual és de 18 °C, sent la seva màxima mitjana de 25,4 °C a l'agost i la mínima mitjana d'11,9 °C al gener. La suavitat domina el clima hivernal, sent pràcticament inexistents les gelades, encara que aquestes s'han donat fins als anys seixanta i setanta del passat segle 20. Els estius són calorosos, normalment humits excepte quan bufa el “terral”, vent sec de l'interior que dispara les temperatures. En aquestes situacions Màlaga ha aconseguit els 44 °C (1978 i 1994). 
Les precipitacions es concentren en curts períodes de l'any. La humitat mitjana és del 66%, amb 43 dies de pluja a l'any, concentrats en els mesos més freds. De fet entre els mesos de novembre i gener cau el 50% de la precipitació mitjana anual, que és de 469 l/m2. A l'any hi ha 2.928 h de sol.

## Museus i sales d'exposicions
- Museu Picasso de Màlaga.
- Museu Pompidou de Màlaga.
- Museu Thyssen de Màlaga.
- Museu rus de Màlaga.
- Centre d'Art Contemporani de Màlaga (CAC).
- Museu de Belles Arts de Màlaga.
- Museu d'Arts i Costums Populars de Màlaga.
- Museu Catedralici de Màlaga.
- Museu Municipal de Màlaga.
- Museu Cister.
- Palau Episcopal de Màlaga.
- Sala Alameda.
- Aula del Mar.
- Museu Interactiu de la Música de Màlaga.
- Museu de Cases de Nines de Màlaga

## Edificis i monuments històrics
- Alcassaba
- Castell de Gibralfaro
- Catedral de Màlaga
- Teatre romà
- Palau Episcopal
- Palau de Zea-Salvatierra
- Seminari de Màlaga
- Plaza de la Merced

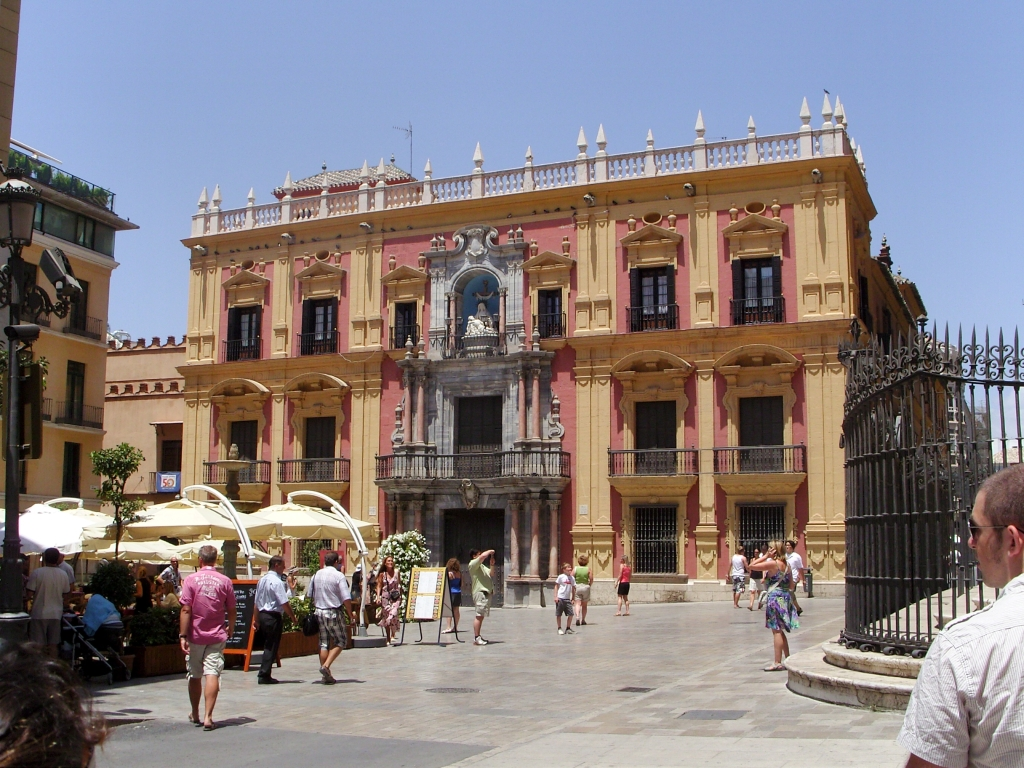
Palau episcopal i plaça del Obispo

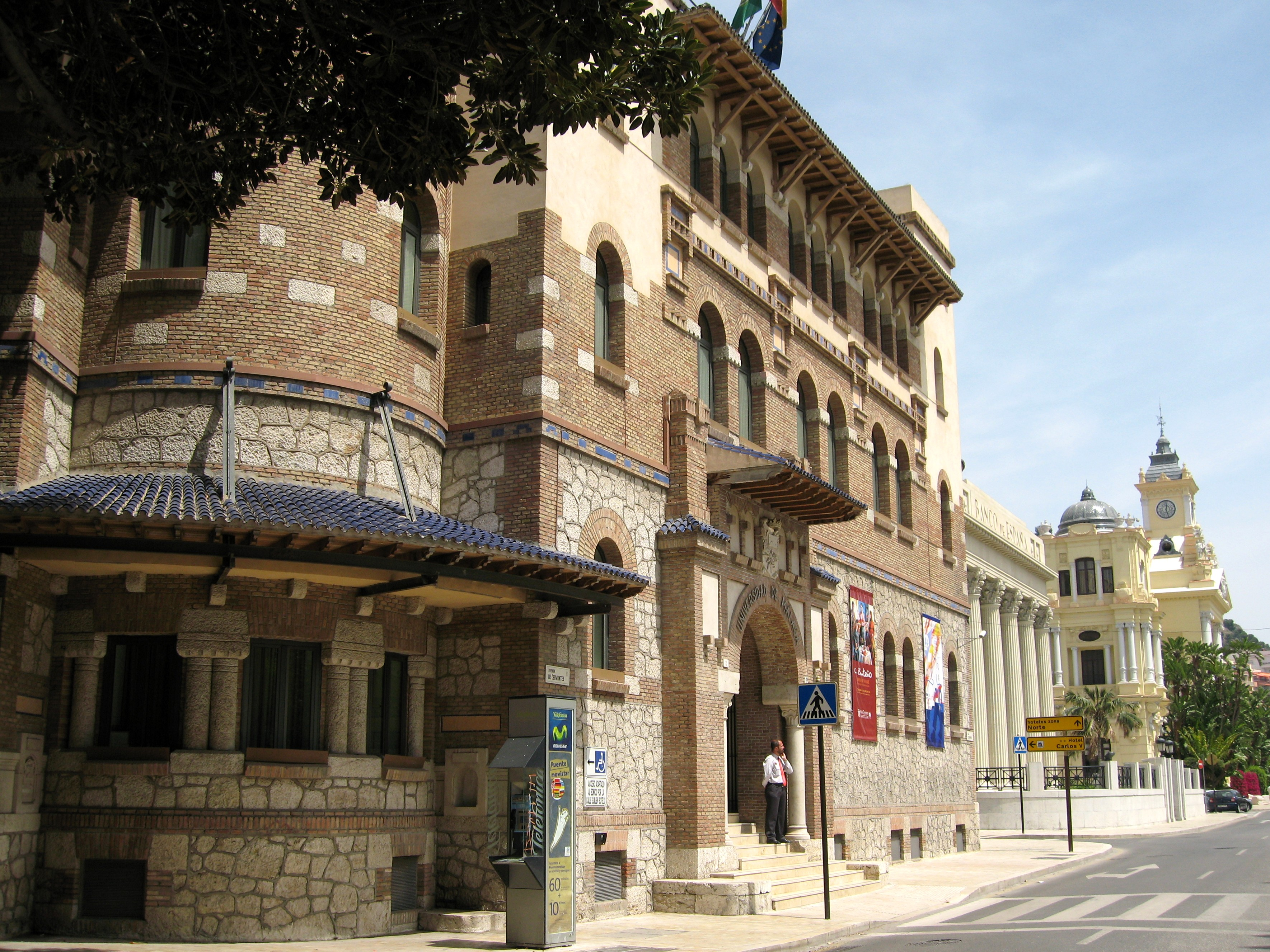
Rectorat de la Universidad de Málaga

- Plaça de la Constitución: Era l'antiga plaça Major, que a l'època nassarita era nomenada plaça dels quatre carrers. El nom de plaça de la Constitució és de 1812. Des del s.XV ha acollit tots els grans esdeveniments polítics ocorreguts a Espanya. En aquesta plaça hi havia l'Ajuntament fins a 1869, la Casa del Corregidor, la presó i l'Audiència, però se'n varen enderrocar en el s.XIX. Entre els edificis que hi ha a la plaça poden destacar l'antic col·legi dels Jesuïtes i la Casa del Consolat (bé d'interès cultural).
- Font de Génova (o de Carlos V o del Estanque de los Cisnes): Està situada en la plaça de la Constitució, és una font de marbre d'estil renaixentista italià i es creu que és genovesa. Té un gran estanc dodecagonal decorat amb motius estriats i del centre surt el brot dividit en diversos cossos. L'inferior mostra tres figures de sirenes amb les coes entrellaçades. En la següent hi ha tres figures femenines semidespullades amb dofins, sobre aquest cos hi ha una tassa amb mascarons que escupen l'aigua. A continuació hi ha un pedestal amb tres figures, una de les quals representar Neptuni. Sobre la següent tassa, sorgeix un brot decorat amb figures de nins amb delfins a les espatlles i tot això està coronat per una àliga.
- Casa del Consulado: Està situada en la plaça de la Constitución. Es construí en 1785 i és un exemple típic de l'arquitectura domèstica del s.XVIII. Forma part del que fou el conjunt format pel col·legi i església dels jesuïtes, que després de l'expulsió d'aquests el 1767, se la repartiren diferents institucions. En els pisos superiors té balcons llargs on s'obrin buits regulars. A l'interior hi ha un pati central envoltat d'una galeria alta molt volada, sense suports. Al començament es destinà a Montepío de Socorro de los cosecheros, tres anys després albergà el Consolat Marítim Terrestre; també conté la Societat Econòmica d'Amics del País, creada el 1789.
- Plaça del Obispo: L'origen d'aquesta plaça es remunta possiblement a l'època musulmana, però adquirí el seu aspecte amb l'acabament de la façana principal de la Catedral i del Palau Episcopal en el segle xviii. En la darrera dècada del segle xx, la plaça fou reformada. En el centre de la plaça hi ha una font de 1785, l'aigua de la qual provenia de l'aqüeducte de San Telmo.[15] Està construïda amb pedra de marbre gris, igual que la portada del Palau Episcopal, i consta de dues tasses i una pinya en la part superior des d'on raja l'aigua. Amb la reforma de la plaça el 1998, s'eliminà la jardinera que l'envoltava i se substituí per un basament amb un escaló.
- Palau de Miramar
- Palau de la Tinta
- Palau de la duana
- Palau de Buenavista
- Santuari de la Victoria
- La Coracha
- Teatre Cervantes
- Ajuntament
- Casa del Jardiner Major
- Rectorat de la Universitat de Màlaga: Aquest edifici fou projectat per Teodoro de Anasagasti per a acollir les dependències de correus. D'estil neomudèjar, s'inaugurà el 1923. És de base quadrada i a les cantonades de la façana principal s'hi encasten sengles torretes. A l'esquerra hi ha una torreta circular de major altura que les altres i coberta amb una teulada circular que li dona un aire oriental. Fou l'edifici de Correus i Telègrafs fins a 1986. Actualment, i una vegada rehabilitat, és la seu del Rectorat de la Universitat de Màlaga (es troba a l'avinguda Cervantes, 2).
- Santa María del Sagrario, església d'estil gòtic isabelí construïda entre els segles XV i XVIII, al centre històric.

## Història
Fou colònia fenícia i el seu nom derivaria de la paraula fenícia malcha (reial) però també podria derivar de l'iber que per associació amb el basc voldria dir "costat d'una muntanya".
El seu nom clàssic fou Malaca (Μάλακα) i pertanyia a la província de la Bètica. Sota domini romà fou ciutat federada.
Pel període musulmà vegeu "Emirat de Màlaqa"

## Fills il·lustres
- Ibn Gabirol (Avicebró), filòsof i poeta jueu (1020-1058)
- Pablo Picasso pintor
- Antonio Banderas, actor
- Manuel Font Fernández de la Herrán
- José Barranco Borch (1876-1919) músic.
- José Gallardo Moreno
- Dani Rovira, actor